# إلياس
إِلْيَاس  من أنبياء بني إسرائيل المذكورين في القرآن الكريم، ويُعتقد أنه هو نفسه إيليا المذكور في العهد القديم.
أُرسل إلياس إلى أهل بعلبك غربي دمشق، فدعاهم إلى عبادة الله وحده وترك عبادة صنم لهم كانوا يسمونه «بعلا». وقيل كانت امرأة اسمها بعل والأول أصح، فكذبوه. قال ابن عباس: «إلياس هو عم اليسع». أما ابن كثير فيقول: إن إلياس وإلياسين اسمان لرجل واحد فالعرب تلحق النون في أسماءَ كثيرة وتبدلها من غيرها. يُقال أنَّ النبي إلياس توفي ودفن في بعلبك. ويُوجد مقامٌ ودير للنبي إلياس في البقاع.

## في القرآن
ورد ذكر إلياس في القرآن، والسنة النبوية. فقد ورد ذكره في القرآن 3 مراتٍ؛ مرةً في سورة الأنعام، ومرتين في سورة الصافات (على اعتبار أنَّ إلياسين هو نفسه إلياس؛ وذلك لأنَّ العرب تُلحق النون في أسماء كثيرة وتبدلها من غيرها).
ففي سورة الصافات قال الله : ﴿وَإِنَّ إِلْيَاسَ لَمِنَ الْمُرْسَلِينَ ۝١٢٣ إِذْ قَالَ لِقَوْمِهِ أَلَا تَتَّقُونَ ۝١٢٤ أَتَدْعُونَ بَعْلًا وَتَذَرُونَ أَحْسَنَ الْخَالِقِينَ ۝١٢٥ اللَّهَ رَبَّكُمْ وَرَبَّ آبَائِكُمُ الْأَوَّلِينَ ۝١٢٦ فَكَذَّبُوهُ فَإِنَّهُمْ لَمُحْضَرُونَ ۝١٢٧ إِلَّا عِبَادَ اللَّهِ الْمُخْلَصِينَ ۝١٢٨ وَتَرَكْنَا عَلَيْهِ فِي الْآخِرِينَ ۝١٢٩ سَلَامٌ عَلَى إِلْ يَاسِينَ ۝١٣٠ إِنَّا كَذَلِكَ نَجْزِي الْمُحْسِنِينَ ۝١٣١ إِنَّهُ مِنْ عِبَادِنَا الْمُؤْمِنِينَ ۝١٣٢﴾.
وفي سورة الأنعام، ذُكر أنه من ذُرية النبي إبراهيم وأنه من الصالحين، وذلك في قول الله : ﴿وَوَهَبْنَا لَهُ إِسْحَاقَ وَيَعْقُوبَ كُلًّا هَدَيْنَا وَنُوحًا هَدَيْنَا مِنْ قَبْلُ وَمِنْ ذُرِّيَّتِهِ دَاوُدَ وَسُلَيْمَانَ وَأَيُّوبَ وَيُوسُفَ وَمُوسَى وَهَارُونَ وَكَذَلِكَ نَجْزِي الْمُحْسِنِينَ ۝٨٤ وَزَكَرِيَّا وَيَحْيَى وَعِيسَى وَإِلْيَاسَ كُلٌّ مِنَ الصَّالِحِينَ ۝٨٥﴾.
هذه الآيات هي كل ما يذكره القرآن الكريم من قصة إلياس. لذلك اختلف المؤرخون في نسبه وفي القوم الذين أُرسل إليهم. فقال الطبري: «أنه إلياس بن ياسين بن فنحاص بن أليعازر بن هارون». وقيل: إلياس بن العازر بن أليعازر بن هارون بن عمران، كما قيل: إلياس بن ياسين بن فنجاص بن عنزار ابن النبي هارون. وقيل: إلياس بن يس بن فنحاص بن عيزار بن هارون بن عمران. يعتقدُ المسلمون برسالة ونبوة إلياس، وذكر العديد من العلماء أنَّ إلياس هو نفسه إيليا. حيثُ ذكر المجلسي «لا يبعد اتحاد إلياس وإليا لتشابه الاسمين والقصص المشتملة عليهما».

## إدريس وإلياس
ذهب بعض العلماء من الصحابة ومن بعدهم إلى أن إلياس وإدريس اسمان لنبي واحد، وأن إلياس هو إدريس وإدريس هو إلياس، 
| إلياس | قال البخاري ويذكر عن ابن مسعود وابن عباس أن إلياس هو إدريس. واستأنسوا في ذلك بما جاء في حديث الزهري عن أنس في الإسراء أنه لما مر به أي بإدريس قال له مرحباً بالأخ الصالح والنبي الصالح ولم يقل، كما قال آدم وإبراهيم مرحباً بالنبي الصالح والابن الصالح، قالوا فلو كان في عمود نسبه لقال له كما قالا له. | إلياس |

 وهذا ما ذهب إليه الضحاك بن مزاحم وحكاه قتادة بن دعامة ومحمد بن إسحاق.
وكان عبد الله بن مسعود يقرأ ﴿سَلَامٌ عَلَى إِلْ يَاسِينَ ۝١٣٠﴾ [الصافات:130] فيقول: ﴿سَلامٌ عَلى إدْرَاسِينَ﴾، وكان يقول: إلياس هو إدريس، ويقرأ: «وَإِنَّ إدْرِيسَ لَمِنَ الْمُرْسَلِينَ»، ثم يقرأ على ذلك: «سَلامٌ عَلَى إدْرَاسِينَ»، كما قرأ الآخرون: ﴿سَلامٌ عَلَى إِلْ يَاسِينَ﴾ بقطع الآل من ياسين.
وقد رجح ابن كثير الدمشقي أنهما مختلفان وأن إلياس ليس هو إدريس، فقال: «والصحيح أنه غيره كما تقدم».

## في كتب التراث الإسلامي والإسرائيليات
جاء في تاريخ الطبري عن ابن إسحاق ما ملخصه:
إن إلياس لما دعا بني إسرائيل إلى نبذ عبادة الأصنام، والاستمساك بعبادة الله وحده رفضوه ولم يستجيبوا له، فدعا ربه فقال: «اللهم إن بني إسرائيل قد أَبَوْا إلا الكفر بك والعبادة لغيرك، فغيّر ما بهم من نعمتك». فأوحى الله إليه أنَّا جعلنا أمر أرزاقهم بيدك فأنت الذي تأمر في ذلك، فقال إلياس: «اللهم فأمسك عليهم المطر». فحُبس عنهم ثلاثَ سنين، حتى هلكت الماشية والشجر، وجهد الناس جهدًا كثيرًا، ولمَّا دعا عليهم اختفى عن أعينهم وكان يأتيه رزقه حيث كان، فكان بنو إسرائيل كلما وجدوا ريح الخبز في دار قالوا هنا إلياس فيطلبونه، وينال أهل المنزل منهم شر، وقد أوي ذات مرة إلى بيت امرأة من بني إسرائيل لها ابن يُقال له اليسع بن خطوب به ضر فآوته وأخفت أمره. فدعا ربه لابنها فعافاه من الضر الذي كان به، واتبع إلياس وآمن به وصدقه ولزمه، فكان يذهب معه حيثما ذهب، وكان إلياس قد أسن وكبر، واليسع غُلامٌ شابٌّ. ثم إن إلياس قال لبني إسرائيل أنهم إن تركوا عبادة الأصنام دعا الله أن يُفرج عنهم. فأخرجوا أصنامهم ومحدثاتهم، فدعا الله لهم ففرج عنهم وأغاثهم، فحييت بلادهم ولكنهم لم يرجعوا عما كانوا عليه ولم يستقيموا، فلما رأى إلياس منهم، دعا ربه أن يقبضه إليه فقبضه ورفعه.
ويذكر ابن كثير أن رسالته كانت لأهل بعلبك غربي دمشق وأنه كان لهم صنم يعبدونه يُسمى «بعلا»، وقد ذكره القرآن على لسان إلياس حين قال لقومه: ﴿إِذْ قَالَ لِقَوْمِهِ أَلَا تَتَّقُونَ ۝١٢٤ أَتَدْعُونَ بَعْلًا وَتَذَرُونَ أَحْسَنَ الْخَالِقِينَ ۝١٢٥﴾
ويذكر بعض المؤرخين أنه عقب انتهاء مُلْك سُليمان بن داوُد  وذلك سنة 933 قبل الميلاد انقسمت مملكة بني إسرائيل إلى قسمين:
- الأول:  يخضع لِمُلْك سُلالة سُليمان وأول ملوكهم رحبعام بن سليمان.
- والثاني:  يخضع لأحد أسباط أفرايم بن يوسُف واسم ملكهم جربعام (يربعام).

وقد تشتت دولة بني إسرائيل بعد سُليمان عليه السلام بسبب اختلاف ملوكهم وعظمائهم على السُّلطة، وبسبب الكفر والضلال الذي انتشر بين صفوفهم. وقد سمح أحد ملوكهم وهو أخاب لزوجته بنشر عبادة قومها في بني إسرائيل، وكان قومها عُبَّادًا للأوثان فشاعت العبادة الوثنية، وعبدوا الصنم «بعلا» الذي ذكره القرآن الكريم، فأُرسل إليهم إلياس .
وأرجح الآراء أن إلياس هو النبي المُسمى إيليَّا في العهد القديم، وقيل إن تهجئة «إيليا» هي خطأ إملائي، والصحيح «إلِيَّا».

## وصلات خارجية
- "قصة النبي إلياس في القرآن - موقع مقالات إسلام ويب". www.islamweb.net. مؤرشف من الأصل في 2019-01-30. اطلع عليه بتاريخ 2020-05-02.

| إلياس       |                           |            |
| سبقه سليمان | الأنبياء في الإسلام إلياس | تبعه اليسع |